# Gymnasium Essen-Werden
Das Gymnasium Essen-Werden ist ein städtisches Gymnasium der Stadt Essen im Stadtteil Werden. Das Gymnasium unterrichtet in den Sekundarstufen I und II und bietet das Fach Tanz als Abiturfach an.

## Geschichte
Das Gymnasium geht auf die Klosterschule zurück, die der heilige Liudger im Jahr 799 gründete, um dort Priesternachwuchs auszubilden. Es sind zwar keine schriftlichen Zeugnisse überliefert, doch ist dies sehr wahrscheinlich, da es zu den Ordensregeln des hl. Benedikt gehörte. Im 16. Jahrhundert wurde die Schule unter Abt Heinrich Dücker zu einem Vollgymnasium mit Priesterseminar, damit die Novizen bis zur Priesterweihe in Werden studieren konnten. Die Lateinschule der Abtei ermöglichte das Studium an einer Universität. Sie ging nach der Säkularisation im Jahre 1803 in die Obhut des preußischen Staates über und wurde „höhere katholische Rektoratsschule“. Zeitgleich wurde eine evangelische Schule gegründet. 1906 wurden die evangelische und die katholische Schule zusammengeführt und gingen auf die Stadt Werden über. Durch das Hochwasser in West- und Mitteleuropa 2021 wurde die Gebäudetechnik, welche sich im Keller des Hauptgebäudes befindet vollständig zerstört, der entstandene Schaden wird auf 1 Million Euro geschätzt. Eine Reparatur soll noch vor dem Schulstart erfolgen, jedoch bleibt die Heizung vorerst kaputt.

## Städtisches Gymnasium
Im Jahr 1929 übernahm die Stadt Essen das Gymnasium und führte es zunächst weiterhin als Jungengymnasium. Drei Jahre zuvor, 1926, hatten die Fabrikanten Julius Forstmann und Ernst Simon den Neubau des heutigen Schulgebäudes in der Grafenstraße sowie 1928 den Anbau der heutigen Aula ermöglicht. Direkt nach Ende des Zweiten Weltkrieges 1945 begann sich das Bild der Schule zu wandeln, der musikalische Bereich sowie Theaterschauspiel wurden wichtiger. Erst 1965 wurde der musikalische Zweig jedoch offiziell ausgebaut, zudem stand die Schule nun auch Mädchen offen. Die Schule war und ist überregional für eine gute Musikausbildung bekannt. Als Kooperationspartner bietet die Folkwang Hochschule besonders begabten Schülern in diesem Bereich weitere Unterstützung an.
1991 begann man neben den Sprachen Deutsch (LK), Englisch (LK), Französisch (LK) und Latein auch Italienisch als Unterrichtsfach anzubieten, um auch den sprachlichen Bereich zu fördern. Mit der Einführung des Faches Spanisch 2015 wurde das Gymnasium zur Europaschule.
Ab 2004 wurden zudem die Naturwissenschaften gefördert. Die Schule verfügt dank einiger Sponsoren über eine sehr gut ausgebaute Sammlung an Unterrichtsexperimenten für die Fächer Physik, Biologie und Chemie. Seit 2015 ist die Schule Teil des MINT-EC-Netzwerks exzellenter Schulen im mathematisch-naturwissenschaftlichen Bereich. Es werden die Fächer Biologie (LK), Physik, Chemie (LK), Informatik (LK), Biochemie sowie Mathematik (LK) unterrichtet.
Zudem werden folgende Fächer unterrichtet:
- Kunst (LK)
- Musik (LK)
- Geschichte (LK)
- Politik
- Sozialwissenschaften
- Erdkunde (LK)
- Philosophie
- Religion (evangelisch und katholisch getrennt)
- Sport (LK)
- Tanz (LK)
- Spanisch
- Italienisch

Fächer, die in der vorhergehenden Auflistung oder im Text mit dem Zusatz (LK) markiert sind, werden regelmäßig als Leistungskurs unterrichtet.
Ab der fünften Klasse gibt es mehrere Profilklassen. Die Schüler können zwischen Musik plus, Freiarbeit, Englisch plus (seit dem Schuljahr 2008/09) und Science plus (Naturwissenschaften plus, ab dem Schuljahr 2010/11) wählen. Jede Profilklasse erhält von der 5. bis zur 7. Klasse in ihrem Schwerpunkt eine Stunde zusätzlich.
Daneben gibt es eine Vielzahl von Arbeitsgemeinschaften (AGs), darunter Bühnenbild, Bühnentechnik, Chinesisch, mehrere Chöre für  Unter-, Mittel- und Oberstufe, Jugend debattiert, Jugend forscht, mehrere, zum Teil in Bläser- und Streichergruppen unterteilte Orchester für Unter-, Mittel- und Oberstufe, Physik & Technik, Recht, Rock- und Popmusik, Schulsanitätsdienst, Schülerzeitung, Spanisch, Theatergruppen für Unter-, Mittel- und Oberstufe, Yoga sowie mehrere Sport-AGs.

## Tanz
Das Gymnasium Essen-Werden genießt wegen seines besonderen Engagements im Fachbereich Tanz bundesweit einen sehr guten Ruf. Es ist die einzige Schule in Deutschland, die Tanz als Abiturfach anbietet und bietet sich daher an für Mädchen und Jungen, die eine professionelle Tanzkarriere anstreben, aber auf die allgemeine Hochschulreife nicht verzichten möchten. Zur RUHR.2010, dem Kulturhauptjahr, nahm das Gymnasium Essen-Werden an dem EU-TWINS-Projekt Die drei Schleier der Europa: Mythos Europa im Tanz der Jugend teil, zusammen mit Tanzschülern der Partnerschulen in Grenoble (Frankreich) und Bytom (Polen). Ziel des Projekts war es, eine kulturspezifische Choreographie zu erstellen, die dann im Sommer 2010 in einer gemeinsamen Choreographie zusammengeführt und präsentiert wurde.

## Ehemalige Schüler
- Harry S. Morgan (1945–2011), Journalist, Regisseur und Produzent
- Rainer Pause (* 1947), Kabarettist, Regisseur und Theaterleiter
- Ludger Claßen (1953–2023), Verleger und Autor
- Carl Emanuel Wolff (1957), Künstler
- Alexander Christiani (* 1958), Autor, Coach und Unternehmer
- Claudius Tanski (* 1959), Pianist
- Mechthild Weber (* 1960), Politikerin (Bündnis 90/Die Grünen)
- Thomas Neuhaus (* 1961), Komponist
- Theresa Berlage (* 1964), Schauspielerin
- Katharina Linder (* 1964), Schauspielerin
- Stefan Gebelhoff (* 1964), Schauspieler
- Johannes Gramm (* 1964), Künstler
- Ingo Schiller (* 1965), Fußballfunktionär
- Axel Klausmeier (* 1965), Kunsthistoriker
- Stefan Dohr (* 1965), Hornist
- Frank Beckmann (* 1965), Programmdirektor NDR
- Christiane Kuhlmann (* 1967), Kunsthistorikerin
- Martin Tchiba (* 1982), Pianist
- Jessica Weiß (* 1986), Unternehmerin, Moderatorin, Autorin und Modejournalistin
- Alexandra Schiller (* 1989), Schauspielerin, Synchronsprecherin und Komikerin
- Olivia Papoli-Barawati (* 1995), Schauspielerin